# Malpertuis
Malpertuis és una pel·lícula de Harry Kümel adaptació de Malpertuis de Jean Ray, estrenada el 1971. Ha estat doblada al català.

## Argument
El jove marí Yann torna del mar a Anvers. És seguit per homes misteriosos, i segueix una dona en una taverna. Yann es desperta al seu llit a Malpertuis, la casa familiar. El seu oncle Cassave mor, i crida tota la família i tots els seus familiars al voltant d'ell per compartir les seves últimes voluntats. Encarrega Yann de continuar la seva obra, precisant que la seva cosina Euryale està vinculada a ell. Després de la mort de Cassave, es manifestaran fenòmens estranys: Mathias Crook és assassinat clavat al mur, apareixen follets, tot es carrega de bogeria.
Malpertuis presentarà lentament la seva cara amagada, la de l'asil secret dels últims déus grecs, condemnats per una mena de màgia negra a errar sota rampoines humanes i a compartir les pors i els impulsos dels mortals, tot guardant un vague record de la seva condició anterior.

## Papers
L'actriu Susan Hampshire fa simultàniament tres personatges centrals de la història: la germana de Gransire, Nancy, la filla adoptiva de la parella, Euryale, així com la més jove Dame Cormélon, Alice. També apareix furtivament en el final de la pel·lícula, en l'escena de l'hospital.

## Repartiment
- Orson Welles: Cassave
- Susan Hampshire: Nancy/Euryale/Alice/Infermera
- Michel Bouquet: Dideloo
- Mathieu Carrière: Yann
- Jean-Pierre Cassel: Lampernisse
- Daniel Pilon: Mathias Crook
- Walter Rilla: Eisengott
- Dora van der Groen: Sylvie Dideloo
- Charles Janssens: Philarete
- Sylvie Vartan: Bets
- Jet Naessens: Eleonora
- Cara Van Wersch: Rosalie
- Jenny Van Santvoort: Elodie
- Fanny Winkler: Mother Griboin
- Robert Lussac: Griboin
- Edouard Ravais: Doucedame
- Gella Allaert: Gerda
- Hugo Dellas: Hans
- Johnny Hallyday: Marin (aparició a l'escena del cabaret Venus - No surt als crèdits)

## Premis i nominacions
Premis
- 1973: Medalla CEC pel director al Festival Català de Sitges

Nominacions
- 1972: Palma d'or al Festival de Cannes